# Anthyllis lagascana
Anthyllis lagascana är en ärtväxtart som beskrevs av Benedi. Anthyllis lagascana ingår i släktet getväpplingar, och familjen ärtväxter. Inga underarter finns listade i Catalogue of Life.